# Obabika Lake, Nipissing District
Obabika Lake är en sjö i Kanada.   Den ligger i Nipissing District och provinsen Ontario, i den sydöstra delen av landet, 400 km nordväst om huvudstaden Ottawa. Obabika Lake ligger 284 meter över havet. Arean är 33 kvadratkilometer. Den sträcker sig 20,4 kilometer i nord-sydlig riktning, och 7,2 kilometer i öst-västlig riktning.
I omgivningarna runt Obabika Lake växer i huvudsak blandskog. Trakten runt Obabika Lake är nära nog obefolkad, med mindre än två invånare per kvadratkilometer.